# Pangaimotu (Distrikt)
Pangaimotu  ist einer der sechs Distrikte der Division Vavaʻu im Königreich Tonga im Pazifik.

## Geographie
Der Distrikt liegt im Zentrum des Vavaʻu-Atolls und erstreckt sich vom Divisionshauptort Neiafu nach Süden. Der Distrikt ist durch die Form der Inseln stark gegliedert. Auch die Insel Tapana gehört zum Distrikt.

## Bevölkerung
Zum Distrikt gehören mehrere Siedlungen:
| Dorf       | Einwohner (2021) |
| ---------- | ---------------- |
| Pangaimotu | 690              |
| ʻUtulei    | 102              |
| Ngaʻunoho  | 140              |
| ʻUtungake  | 274              |
| Tapana     | 0                |